# Oxymantis punctillata
Oxymantis punctillata är en bönsyrseart som beskrevs av Werner 1913. Oxymantis punctillata ingår i släktet Oxymantis och familjen Iridopterygidae. Inga underarter finns listade i Catalogue of Life.